# 台拱廳
台拱廳，清朝时设置的厅。
原為生苗地，1733年（雍正11年）平定苗疆，始將該地劃入清朝版圖，設置台拱廳，築城駐軍，是清政府控制苗疆的重要據點，屬貴州省鎮遠府之下。
1738年（乾隆3年），設高坡司、番召司、南市司，置土千總；同年設番隴司、巫漏司、龍塘司、容山司、展架司，置土把總。1914年（民國3年）台拱廳改為台拱縣，1941年台拱縣與丹江縣的一部分合併，成為台江縣。
台拱廳城垣在今日的台拱鎮，1958年後，台拱廳城垣被陸續拆除，現僅存西北一段。